# ژشووک (استان اشوی‌داشکسیه)
ژشووک (به لهستانی: Rzeszówek) یک منطقهٔ مسکونی در لهستان است که در گمینا اوکسا واقع شده‌است. ژشووک ۲۲۰ نفر جمعیت دارد.